# Condado de Cuming
O Condado de Cuming é um dos 93 condados do estado norte-americano de Nebraska. A sede do condado é West Point, que é também a sua maior cidade. O condado tem uma área de 1489 km² (dos quais 8 km² estão cobertos por água), uma população de 10 203 habitantes, e uma densidade populacional de 6,85 hab/km² (segundo o censo nacional de 2000). O condado foi fundado em 1855 e o seu nome é uma homenagem ao governador do Território do Nebraska Thomas B. Cuming (1827-1858).

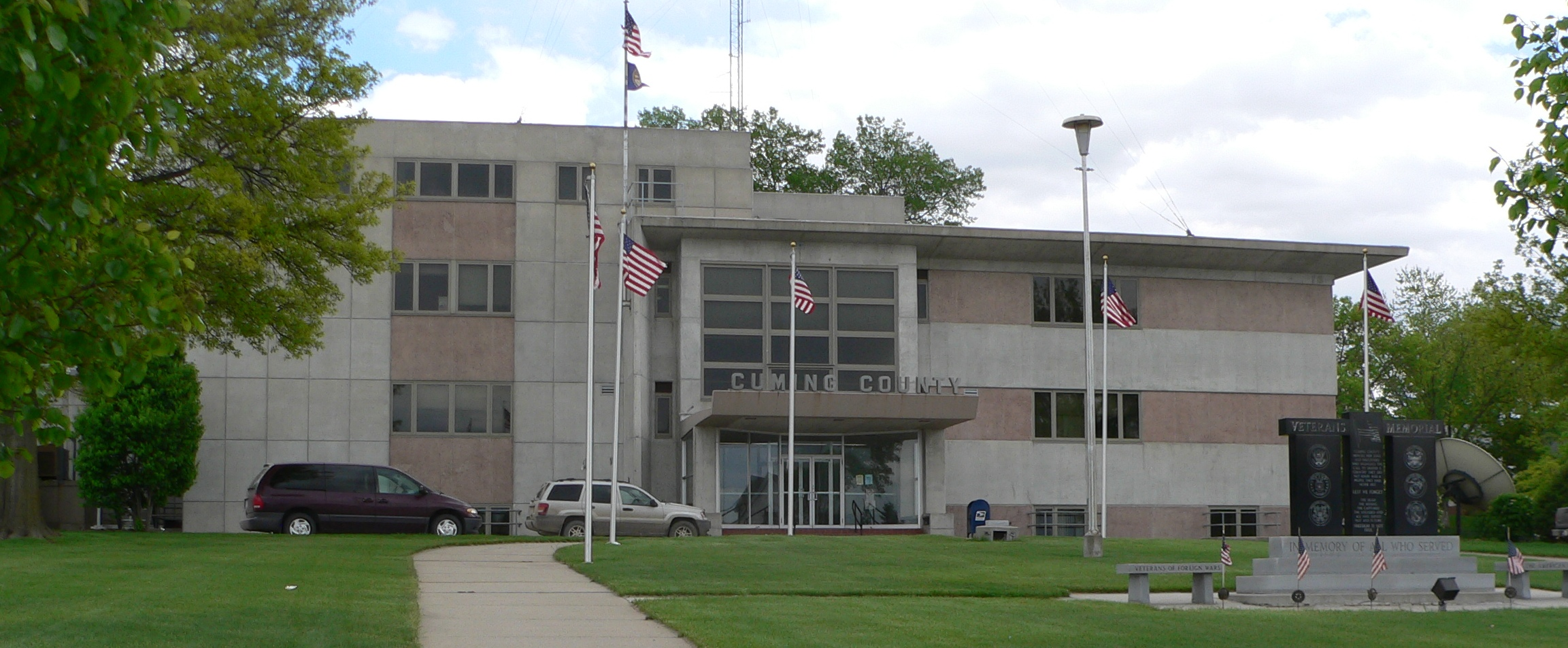
Tribunal do condado de Cuming em West Point, Nebraska